# Ga Dongdaegu
Ga Dongdaegu, có nghĩa là "Ga phía Đông Daegu", là ga đường sắt ở Daegu, Hàn Quốc. Nó nằm trên mạng lưới đường sắt cao tốc quốc gia KTX, 282 km phía Nam của Ga Seoul.

## Lịch sử
Nhà ga mở cửa vào năm 1962 và tàu KTX trên Tuyến Gyeongbu bắt đầu phục vụ vào 1 tháng 4 năm 2004, ngay sau khi hoàn thành việc xây dựng tòa nhà mới trong năm đó.

## Dịch vụ
Dongdaegu trở thành nhà ga chính cho Daegu, vượt qua Ga Daegu.

### Trên mặt đất
Ga Dongdaegu phục vụ tất cả các tàu KTX trên Tuyến Gyeongbu. Nó có dịch vụ tốc hành và dịch vụ địa phương ở tốc độ bình thường trên Tuyến Gyeongbu. Nhà ga này phục vụ cho Tuyến Daegu, một tuyến ngắn nối với Tuyến Jungang.

### Tàu điện ngầm
Nhà ga còn phục vụ cho Daegu Metro. Ga tuyến đường sắt trên mặt đất và ga tàu điện ngầm không được kết nối trực tiếp: lối vào ga tàu điện ngầm tuyến 1 nằm ở một công viên gần ga đường sắt.

## Liên kết
- Tàu tốc hành Hàn Quốc Lưu trữ ngày 6 tháng 10 năm 2007 tại Wayback Machine
- Bản đồ tuyến Lưu trữ ngày 7 tháng 11 năm 2007 tại Wayback Machine
- Trang chủ ga (tiếng Hàn) Lưu trữ ngày 2 tháng 8 năm 2005 tại Wayback Machine
- Mạng thông tin trạm Lưu trữ ngày 29 tháng 5 năm 2014 tại Wayback Machine từ Tổng công ty vận chuyển đô thị Daegu